# Unité territoriale (militaire)
Pour les articles homonymes, voir Unité territoriale.
L'unité territoriale (UT) était une formation de réservistes de l'armée française originaires d'Algérie, qui a existé de 1955 à 1960, durant la guerre d'Algérie (1954-1962). 

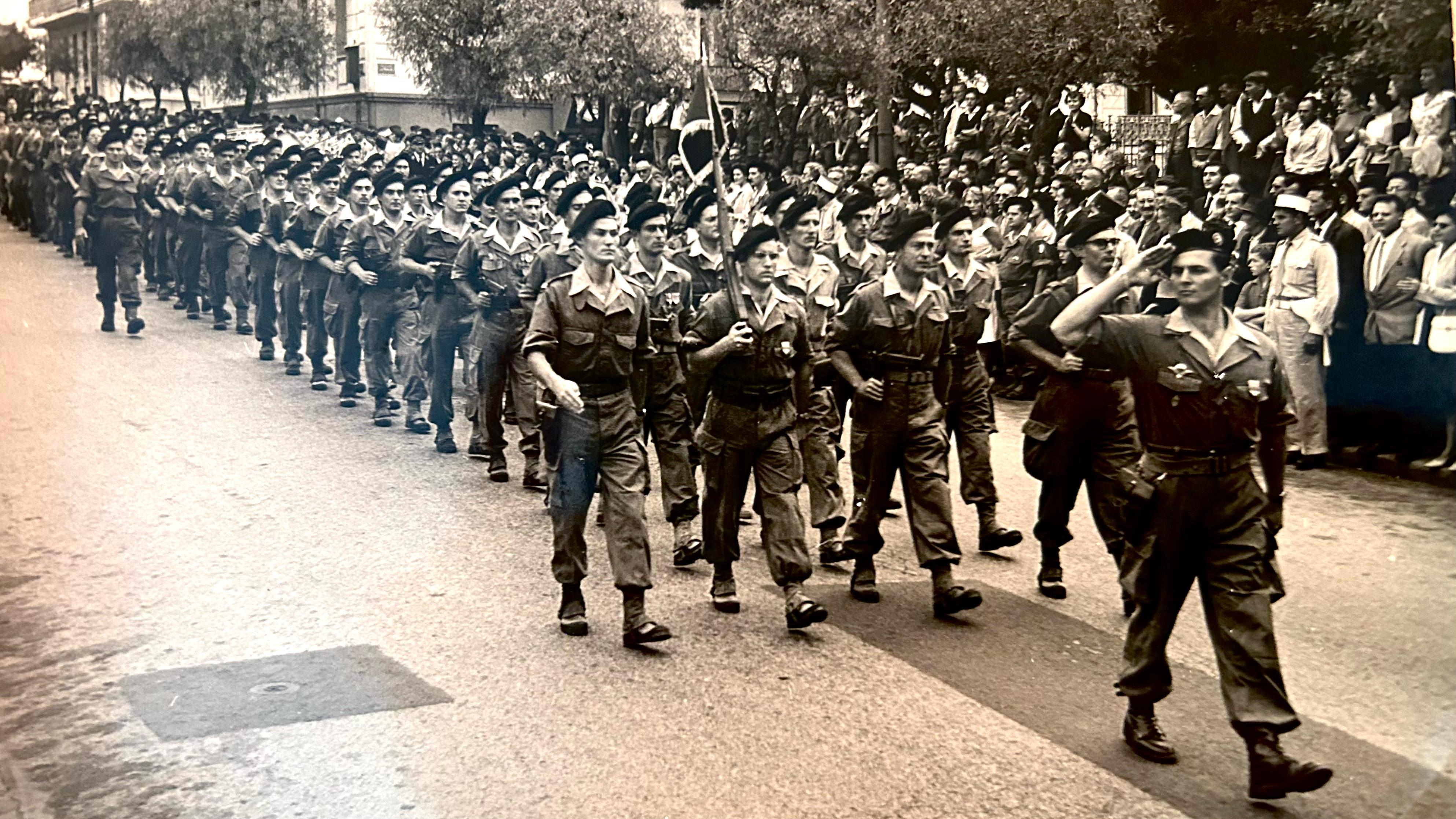
13 Octobre 1958, Remise des fanions aux compagnies du 11ème bataillon d'Unités Territoriales par le Général SALAN.

## Historique

### Création des UT
Les unités territoriales sont créées en 1955, en réaction aux massacres du Constantinois, à la fois par les décrets du 28 août 1955 et du 13 octobre 1955 et par l'instruction du 10 septembre 1955 par le général Henri Lorillot. Les UT comptent 200 000 réservistes territoriaux. Elles sont définies dans les textes officiels comme « unités d'infanterie renforcées de personnels d'autres armes ».

### 20ebataillon des unités territoriales (20e BUT)
À l'origine les UT étaient composées exclusivement d'« Européens », les « Français musulmans » étant alors affectés dans les GAD. Par la suite, des musulmans sont incorporés dans les UT, ainsi au lendemain de la fraternisation entre Européens et musulmans lors du célèbre discours de Charles de Gaulle (« je vous ai compris ! ») au Forum le 4 juin 1958, une formation mixte, le 20e bataillon des unités territoriales (20e BUT), est créée à titre expérimental dans la casbah d'Alger (quartier musulman). Le 20e BUT est placé sous l'autorité des commandants Michel Sapin-Lignières et Grisoni.

### Fédération des UT et des GAD
La même année, dans le dessein de prolonger la fraternisation des deux communautés ébauchée le 13 mai, puis le 4 juin, le général Maurice Challe décide la création d'une Fédération des UT et des GAD. Sapin-Lignières et le capitaine Marcel Ronda sont nommés à la tête de cette fédération.

### Semaine des barricades
En janvier 1960, les unités territoriales prennent part à la semaine des barricades à Alger, affrontement franco-français qui fait 20 victimes et 150 blessés.

#### Dissolution des UT
En conséquence des journées insurrectionnelles de janvier 1960, les UT sont dissoutes sur ordre de l'Élysée.

### Commando Alcazar
À l'issue de la semaine des barricades, une partie des ex-territoriaux insurgés sont transférés dans le commando Alcazar spécialement créé le 30 janvier 1960 et dirigé par Guy Forzy.

### « Amendement Salan »
Le 9 novembre 1961, au cours de l’examen des crédits militaires pour la campagne 1962 par l’Assemblée nationale, le député de la Charente Jean Valentin (apparenté Indépendants et paysans d'action sociale) soumet au vote un amendement qui, entre autres, propose la reformation des unités territoriales,:
« Pour remédier aux insuffisances d’effectifs, compte tenu des missions de l’armée en Algérie, le gouvernement peut procéder, dans la limite de huit classes, à des appels sous les drapeaux des citoyens français du sexe masculin appartenant à la disponibilité et à la première réserve domiciliés dans les départements d’Algérie ».
L'amendement est finalement rejeté par 383 votes contre 80. Les 80 députés favorables sont 34 députés Unité de la République, 25 Indépendants, 16 Sans étiquettes, 4 MRP et 1 UNR.
Le surnom de cet amendement provient de l'origine de la proposition de refaire appel au réservistes d'Algérie lancée par le général factieux Raoul Salan durant le putsch des généraux le 25 avril 1961, et certains émirent l'hypothèse que ces unités auraient été plus enclines à suivre les généraux lors du putsch des généraux.

## Personnalités notables des UT
- Commandant Michel Sapin-Lignières, commandant le 20e BUT
- Capitaine Marcel Ronda, commandant de l'UT 155

## Composition des unités territoriales
- UT 155 (création juillet 1956 - dissolution 1er février 1960)